# Замок Шкворец
Замок Шкворец или Савойский замок (чеш. Zámek Škvorec) — барочный замок, расположенный в чешском местечке Шкворец в районе Прага-восток, в 22 км от центра чешской столицы. Памятник культуры Чешской Республики.

## История
Первые упоминания о Шкворце датируются 1279 годом, когда Домаслав, камердинер королевы Кунгуты Ростиславны, построил крепость (castrum). От крепости этого периода остались вырубленный в скале глубокий колодец и внешняя крепостная стена.
В XIV веке назначенный папой Бонифацием IX пражский архиепископ Вольфрам (Olbram) достроил капеллу, готическую башню с разводным мостом и сделал замок своей резиденцией. Следующим владельцем замка был королевский прокурор Клинштейн, при котором Шкворец получил статус города. Клинштейн продал это владение аристократу Смиржицкому. Последний вёл борьбу за королевский трон, однако потерпел неудачу и был поражен в правах, а его имущество унаследовали Вальдштейны. В 1623 году они, в свою очередь, продали замок Карлу фон Лихтенштейну.
Лихтенштейны владели замком вплоть до 1927 года. Наиболее деятельно занималась его обустройством Мария-Тереза Савойская (1694—1772) — дочь Ханса Адама I, выданная замуж за племянника фельдмаршала Евгения Савойского — графа Суассонского из младшей ветви Савойского дома.
Трудами Марии Терезии в Шкворце появились костел святой Анны, статуи святого Доната и святого Прокопа, а замок получил статус дворца. Именно в этот период его стали называть Савойским замком. Уже в 1734 году, со смертью единственного сына хозяйки замка, суассонская ветвь Савойской династии угасла и перешла французской короне.
Последним "именитым" гостем замка был, бежавший от гнева русской императрицы Екатерины Алексеевны, франкомассон - Джузеппе Бальзамо, более известный как авантюрист и мистик - граф Калиостро.
В 1780 году граф Калиостро, впавший в немилость российской императрицы, проехав через Варшаву, остановился в Богемии. Опасаясь преследований, граф предпочел остановиться не в людной Праге, а в живописном и тихом Шкворце, где великодушный мажордом князя Лихтенштейна, предоставил в распоряжение графа не только замок, но и лабораторию (в окрестностях замка находилась лаборатория по производству белил и косметики), библиотеку и прислугу. Здесь граф Калиостро мог в безопасности приготовить реагенты по «превращению меди в золото» и опыты по одурачиванию знати в Страсбурге и Париже, куда он и направился, некоторое время спустя.
В благодарность за гостеприимство, граф оставил в местной таверне несколько рецептов исцеляющих блюд и… неоплаченные счета, подписанные «Conte Fenice», которые представлены в экспозиции музея.
Примечательно, что до сих пор ходит легенда о встрече на замке двух великих итальянских масонов и авантюристов: графа Калиостро и Джакомо Казановы, который служил у графа Йозефа Карла Вальдштейнского. Может быть эта встреча и состоялась, но Калиостро был на замке в 1780 году, а Казанова в 1785-1786 годах, будучи на закате своей карьеры, помогая систематизировать латинскую часть библиотеки князя Лихтенштейна.
Кроме того, есть сведения о том, что в 1800 году в Шкворце был расквартирован отряд русского полководца Суворова. К тому времени замок уже служил для административных целей Лихтенштейнских владений. В XIX веке резиденция впала в запустение и в 1860-84 гг. северный и западный дворцы были разобраны.

## Современность
В 2008 году в Шкворце началось восстановление фамильной резиденции Лихтенштейнов и музея. В южном дворце размещены школа Богемской и Тосканской кухни, концертный зал и апартаменты, которые используются для проживания гостей. В главном здании размещен музей и парадный зал, в котором проводятся свадьбы, концерты и торжественные мероприятия.
С именем Марии-Терезы связана легенда о Белой Пани «Савойке», дух-хранитель которой до сих пор является в замке. Туристам рассказывают поверье о том, что в главном дымоходе замка живет Драк (аналог Змея Горыныча), который покровительствует жителям городка. При реконструкции замка труба была сохранена исключительно из уважения к этому привидению.
Винные погреба замка славятся выдержанным кальвадосом Сан-Донато, ликером Ночино (Nocino) из собственных грецких орехов, коллекцией белых богемских и красных тосканских вин.

Замок до сноса
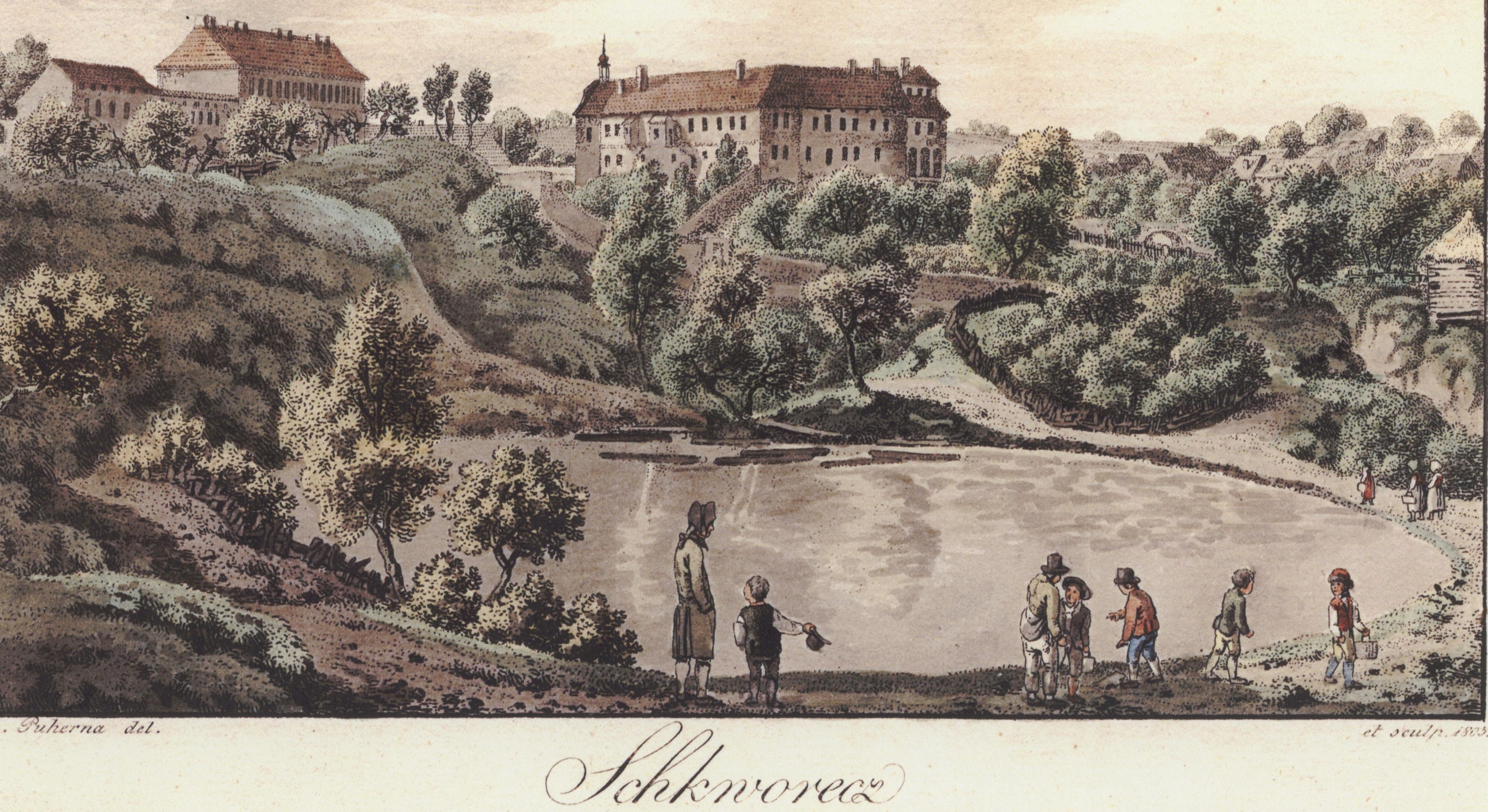
Зарисовка начала XIX века
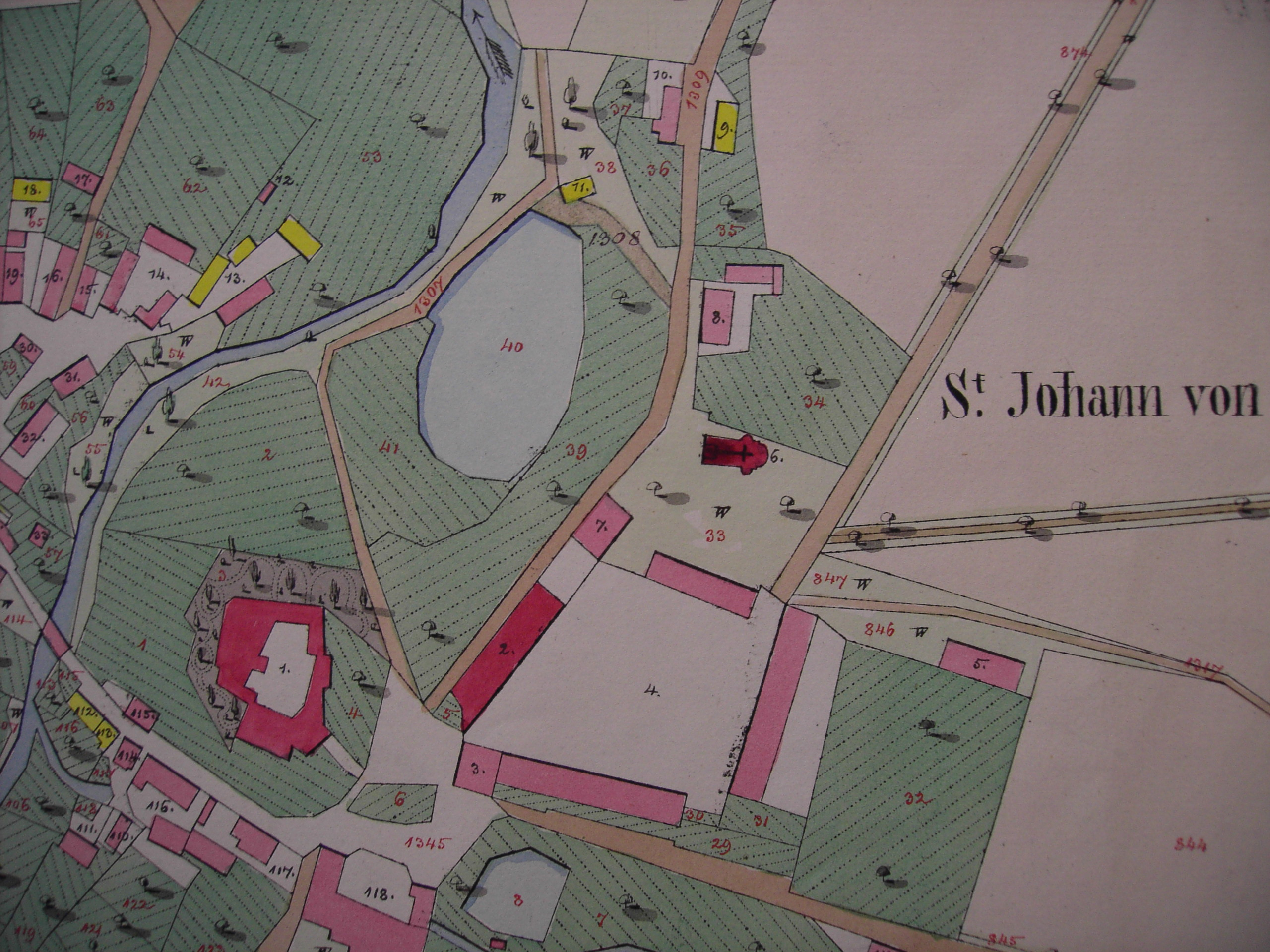
Карта 1845 г.